# Talbragar River
La Talbragar River ou Talbragar est une rivière de Nouvelle-Galles du Sud, en Australie. Elle prend sa source dans l'ouest des monts Liverpool, près de Cassilis (en), et coule vers la rivière Macquarie près de Dubbo. 
La Talbragar ne coule pas toute l'année. Elle a été tout d'abord nommée Putterbatta River par les Européens dans les années 1820.